# 水文学
水文学（すいもんがく、英語: hydrology）とは、地球上の水循環を主な対象とする地球科学の一分野であり、主として、陸地における水をその循環過程から、地域的な水のあり方・分布・移動・水収支等に主眼をおいて研究する科学である。水文科学（英語: hydrologic science）ともよぶ。
研究対象は、水の供給源としての降水の地域的・時間的分布特性、蒸発、浸透、陸水や地下水の移動等が中心となる。

## 定義
水文学の定義は、国際連合教育科学文化機関（ユネスコ）によって国際水文学10年計画（International Hydrological Decade: IHD）の発足前年に当たる1964年に、次のように定められた。
Hydrology is the science which deals with the waters of the earth, their occurrence, circulation and distribution on the planet, their physical and chemical properties and their interactions with the physical and biological environment, including their responses to human activity.
Hydrology is a field which covers the entire history of the cycle of water on the earth.
水文学とは地球の水を扱う科学、その発生、循環、分布、その物理的および化学的特性、またそれら特性の人間活動への反応を含めての物理的および生物的環境との相互作用を扱う科学である。すなわち水文学は地球上の水のサイクルのすべての歴史をカバーする分野である。

## 研究分野
水は生命維持に不可欠な物質であり、学問の対象としてのみでなく水資源としても重要である。近年、水資源・水環境に関連した世界規模の問題が多数発生しているが、それらに対応するためには、水循環について正確で深い理解が求められる。
水文学は理学、工学、農学などの様々な分野において研究が行われてきており、横断的な研究領域という側面をもつ。研究分野は、水循環の各素過程、すなわち浸透、流出、蒸発散、地下水流動、湖沼、河道流出などを対象とするもの、これらの各素過程における水質を取り扱うもの、地球全体などさらに広い領域水循環、堆積を対象とするものなどがある。また、社会との接点を取り扱う部分もある。
関連する学問としては、理学においては気象学、陸水学、湖沼学、地球化学、生物学、工学では土木工学における河川工学、水理学、また農学における砂防学、灌漑工学、土壌物理学などがある。広義の水文学は、このような関連する学問をすべて内包した総合的な学際領域であると考える場合もある。

## 分野
生態水文学、森林水文学
- 林内雨（英語版） - 葉の遮蔽を通過して森林内の地面に落ちる雨。
- 樹幹流（英語版） - 雨が降ると葉が雨を受けたあと、水が枝を伝って幹へ誘導される。

### 関連資料
発行年順。
- 『水文学研究報告』筑波大学地球科学系 水文学分野、1976年-。1〜3号：「筑波研究学園都市付近の水文資料集」、4号以降休刊。
- 榧根勇「気候学と水文学のあいだで」東京教育大学理学部地理学教室 編『東京教育大学地理学研究報告』第21号、東京教育大学理学部、1977年、61-66頁（コマ番号0035.jp2）、国立国会図書館デジタルコレクション、館内利用／図書館送信参加館・個人送信限定。doi:10.11501/2247471。
- 学術誌『长江流域资源与环境』（中国語）、1992年-、ISSN 1004-8227（『長江流域資源与環境』）。中国・湖北省：《長江流域資源與環境》編輯部。国立国会図書館書誌ID:110978984564569、国立国会図書館デジタルコレクション、館内利用。
- 新藤静夫（千葉大学）「水文学の立場から捉えた地下水汚染の時空間的特性」『滋賀県琵琶湖研究所所報』第8号、滋賀県琵琶湖研究所、1990年、26～43頁（コマ番号0015.jp2）。国立国会図書館デジタルコレクション、館内利用／図書館送信参加館・個人送信限定。doi:10.11501/3204944。
- 辻村真貴「水文学は何をめざすか」『地理』第40巻第1号、古今書院、1995年、29～33頁（コマ番号0016.jp2）。国立国会図書館デジタルコレクション、館内利用、doi:10.11501/7893647。
- 佐竹 洋、東田 盛善「沖縄県八重山地方の降水および地下水の同位体組成と水文学的特徴」『用水と廃水』第39巻第9号、産業用水調査会、1997年、857～863頁（コマ番号0055.jp2）。国立国会図書館デジタルコレクション、館内利用。別題「Isotope Hydrology of Precipitations and Groundwaters on Yaeyama Region in Okinawa Prefecture」
- W・ブルッツアート（Brutsaert, Wilfried）、杉田倫明 訳『水文学』筑波大学水文科学研究室 監訳、共立出版、2008年5月、ISBN 9784320047013[14]、原題『Hydrology:an introduction』、ケンブリッジ大学出版局、初版2005年。
- 杉田倫明、田中正 編著「第1章　水文科学とは」『水文科学』筑波大学水文科学研究室、共立出版、2009年。ISBN 9784320047044。別題『Hydrologic science』。
  - 1.1「水循環の概念」1頁-。
  - 1.2「水文学から水文科学へ」5頁-。